# Titus Furius Victorinus
Titus Furius Victorinus (vollständige Namensform Titus Furius Luci filius Palatina Victorinus) war ein im 2. Jahrhundert n. Chr. lebender Angehöriger des römischen Ritterstandes (Eques). Durch eine Inschrift, die in Rom gefunden wurde, ist seine Laufbahn bekannt, die als cursus inversus, also in absteigender Reihenfolge wiedergegeben ist.

## Laufbahn
Die militärische Laufbahn von Victorinus bestand aus den für einen Angehörigen des Ritterstandes üblichen Tres militiae. Zunächst übernahm er als Kommandeur (Praefectus) die Leitung einer Cohors Bracarum, die in der Provinz Britannia stationiert war. Im Anschluss wurde er Militärtribun in der Legio II Adiutrix, die ihr Hauptlager in Aquincum in der Provinz Pannonia inferior hatte. Als dritte Stufe folgte das Kommando als Präfekt der Ala Frontoniana, die in Dacia Porolissensis stationiert war.
Nach seiner militärischen Karriere übernahm Victorinus zivile Funktionen in der Verwaltung. Zunächst war er als Procurator mit der Finanzverwaltung von Provinzen betraut (procurator provinciarum Hispaniae et Gal[latiae]); dieser Posten war mit einem Jahreseinkommen von 200.000 Sesterzen verbunden. Danach war er als Procurator für die größte Gladiatorenschule in Rom, den Ludus Magnus, zuständig.
Im Anschluss wurde er Kommandeur der beiden in Italien stationierten Hauptflotten, zunächst der Flotte in Ravenna und danach derjenigen in Misenum. Es folgten die Ämter des A rationibus und des Kommandeurs der römischen Feuerwehr (Praefectus vigilum). Danach war er Statthalter (Praefectus Aegypti) in der Provinz Aegyptus; er ist als Statthalter auch durch eine Inschrift in griechischer Sprache belegt.
Zuletzt wurde er Kommandeur (Praefectus praetorio) der Prätorianer in Rom; er ist als Prätorianerpräfekt zusammen mit seinem Amtskollegen Sextus Cornelius Repentinus durch eine weitere Inschrift und durch die Historia Augusta belegt. In dieser Funktion nahm er am Partherkrieg des Lucius Verus teil und erhielt dafür (ob victoriam Parthicam) die seinem Rang entsprechenden militärischen Auszeichnungen: eine Corona muralis, eine Corona vallaris, eine Corona aurea, vier Hastae purae und vier Vexilla. Vermutlich während der gemeinsamen Regierungszeit von Mark Aurel und Lucius Verus (161–169) wurde er mit den ornamenta consularia ausgezeichnet.
Victorinus war in der Tribus Palatina eingeschrieben und stammte vermutlich aus dem Westen des römischen Reiches, wenn nicht aus Rom selbst.

## Cohors Bracarum
Hans-Georg Pflaum ordnet Victorinus der Cohors I Augusta Bracarum zu; er folgt Eric Birley, der davon ausgeht, dass diese Kohorte vorübergehend in Britannia stationiert war. Margaret M. Roxan und John Spaul ordnen ihn dagegen der Cohors III Bracaraugustanorum (Britannia) zu. Margaret M. Roxan schließt es nicht aus, dass eine der beiden Cohortes I Bracaraugustanorum vorübergehend nach Britannia versetzt wurde; sie hält es aber für am wahrscheinlichsten, dass Victorinus die Cohors III Bracaraugustanorum befehligte, die in Britannia belegt ist.

## Datierung
Die Inschrift wird bei der Epigraphik-Datenbank Clauss-Slaby und der Epigraphischen Datenbank Heidelberg auf 168 datiert. Margaret M. Roxan datiert das Kommando von Victorinus über die Cohors Bracarum in die ersten Jahre der Regierungszeit von Antoninus Pius (138–161). Werner Eck, Hans Lieb nehmen an, dass er das Kommando über die Flotte in Ravenna ca. 150 und das Kommando über die Flotte in Misenum ca. 154 ausgeübt hat. Victorinus ist am 10. Juli 159 als Statthalter in Aegyptus belegt. Er wurde noch unter Antoninus Pius zum Prätorianerpräfekten ernannt und starb wohl im Jahr 168. Einigen Forschern zufolge fiel er in den Markomannenkriegen, anderen zufolge starb er an der Antoninischen Pest.